# (72561) 2001 EX6
(72561) 2001 EX6 – planetoida z pasa głównego asteroid okrążająca Słońce w ciągu 3,47 lat w średniej odległości 2,29 j.a. Odkryta 2 marca 2001 roku.